# Кобыз
Кобы́з, также кыл-кобыз, нар-кобыз (каз. қобыз, қыл-қобыз, нар-қобыз,каракалп. qobiz, баш. ҡыл ҡумыҙ, һыҙма ҡумыҙ, тат. кыл кубыз) —  старинный струнный смычковый инструмент тюркских народов.

## Название
Инструмент имеет общетюркские корни, термин «кобыз» можно встретить в различных фонетических вариантах (кобус, кобза, кубыз, кубас, купас, кумуз, хомуз, комыз, хомыс, ковыж). Этот термин применяется к общей струнной группе — кобыз (каз.), серме купас (чув.); к щипковой группе — комуз (кирг.), кумуз (даг.), хомыс (дагест.); к язычковой группе (тип варгана) — ковыж (марийск.), темир комуз (кирг.), темир комыс (алт., тув.), темир хомыс (хак.), хомус (якут.), кубыз (баш., тат.). В строении этого инструмента наблюдается соединение нескольких свойств других музыкальных инструментов. Кобыз по праву можно назвать инструмент-оркестр.
Ученые Б. Сарыбаев, Н. Финдейзен, В. Виноградов пришли к общему мнению, что термин «кобыз» обозначает музыкальный инструмент вообще.

## Описание
Кобыз имеет сдвоенный ковшеобразный корпус, короткую, дугообразно изогнутую шейку и большую плоскую головку. Корпус обычно изготавливается из ореха, берёзы, сосны, можжевельника. Состоит из выдолбленного двойного полушара, к которому сверху крепится ручка, а снизу — подставка. Часть корпуса закрыта мембраной из верблюжьей кожи. Две струны свиваются из накрученного конского волоса. Общая длина инструмента составляет 60-73 см.
В древности инструмент полностью изготавливался из цельного куска дерева. Продолговато-ковшеобразный корпус из цельного долблёного куска берёзы соединяется с грифом, имеющим фигурную головку с колками. Дека из телячьей кожи полуоткрытая. Струны из некручёного конского волоса. В смычке также используется конские волосы. Диапазон — 2,5 октавы. Различают 2 вида Кыл-кубыза — с прямым грифом и с лукообразным грифом Инструмент длиной примерно 650—800 мм, упирается в пол длинным штырем, выходящим из корпуса или придерживается коленями исполнителя.
Играют на кобызе коротким смычком, сжимая его в коленях (как виолончель). Этот инструмент использовался в древности степными баксы (шаманами-целителями) для различных обрядов.
Существует басовый вариант инструмента — контрабас-кобыз, введённый в оркестр казахских народных инструментов профессором Ахметом Жубановым.

## История возникновения
По мнению учёных, в древности, в V—VIII веках кыл-кубыз применяли баксы (шаманы) для изгнания духов при лечении больных, исполняя ритуальные песни харнау (hарнау). Это записано в знаменитом «Китаби-Деде-Горгуд», который является общей ҡомартҡы для тюрко-огузских родов и племён (предков туркмен, азербайджанцев, турок). Куркут не только является создателем этого музыкального инструмента, но и первым исполнителем, который донёс до людей секреты таинственной мелодии. Обычный человек не только не должен был играть на нём, ему даже запрещалось касаться инструмента. С принятием ислама игра на кыл-кубызе постепенно ушла в забвение. Упоминание об инструменте встречается в башкирском эпосе «Заятуляк менэн Хыухылыу»
Использование кобыза в шаманских ритуалах стало удобным поводом для изгнания инструмента из музицирования как пережитка тёмного прошлого. Вследствие прекращения активного использования этого музыкального инструмента, в начале XX века для кобыза перестали сочинять новые кюи. Стали прерываться семейные традиции игры на кобызе, передающиеся от отца к сыну. Ыхлас Дукенов считается последним носителем кобызовой школы, родился он ещё в середине XIX века.

## Исполнители
Легендарным создателем кобыза считается тюркский поэт-песенник и композитор IX века Коркыт. Известными казахскими исполнителями являются Жаппас Каламбаев (1909-1970) и Даулет Мыктыбаев (1904-1976). Они стали первыми учителями в Алматинской консерватории по классу кыл-кобыза, открывшегося  в 1968 году.  Фатима Балгаева стала автором оригинальной техники игры на кобызе, включающей элементы скрипичного и виолончельного звукоизвлечения.
В начале 90-х годов XX века Кыл-кубыз с внесением некоторых изменений был восстановлен заслуженным работником культуры РБ Р. М. Галимовым, усовершенствован И. М. Мирхайдаровым, В. Ш. Шугаюповым. В 1994 открылся класс кыл-кубыза в Уфимском училище искусств (УУИ). Инструмент изготавливают в мастреской при Уфимской академии искусств имени Загира Исмагилова. С 2006 исполнение на Кыл-кубызе входит в программу Республиканского конкурса кураистов на приз имени Юмабая Исянбаева. В настоящее время разновидности кыл-кубыза изредка встречаются у гайнинских башкир Пермского края. Национальный оркестр народных инструментов РБ способствовал его ренессансу, совершенствованию и популяризации.